# ناحیه ترورو، شهرستان فرانکلین، اوهایو
ترورو، شهرستان فرانکلین، اوهایو (به انگلیسی: Truro Township, Franklin County, Ohio) یک منطقهٔ مسکونی در ایالات متحده آمریکا است که در اوهایو واقع شده‌است.

## خصوصیات
ترورو ۲۶٬۸۳۷ نفر جمعیت دارد و ۲۷۰ متر بالاتر از سطح دریا واقع شده‌است.